# ASB Classic 2007
L'ASB Classic 2007 è stato un torneo di tennis giocato sul cemento. 
È stata la 22ª edizione del ASB Classic, che fa parte della categoria Tier IV nell'ambito del WTA Tour 2007. 
Si è giocato al ASB Tennis Centre di Auckland in Nuova Zelanda, dal 1º gennaio al 6 gennaio 2007.

## Campionesse

### Singolare
Jelena Janković ha battuto in finale  Vera Zvonarëva con il punteggio di 7–6(9), 5–7, 6–3

### Doppio
Paola Suárez /  Janette Husárová hanno battuto in finale  Hsieh Su-wei  Shikha Uberoi con il punteggio di 6–0, 6–2